# Brita Kugelberg-Öhrström
Brita Wilhelmina Kugelberg-Öhrström, född 1 november 1914 i Ljusnarsbergs socken, Örebro län, död 23 maj 1983 i Saltsjöbaden, var en svensk målare.

## Biografi
Brita Kugelberg-Öhrström var dotter till direktören och forstmästaren Fredrik Vilhelm Kugelberg och Johanna Maria Berndes samt från 1939 gift med Edvin Öhrström och hon var syster till Elisabeth Kugelberg Christoffersson.
Kugelberg-Öhrström studerade vid Konsthögskolan i Stockholm 1935–1940. Hon medverkade i HSB-utställningen God konst i alla hem samt i samlingsutställningar i Norrköping. Makarna Öhrström är begravda på Skogsö kyrkogård.